# Sonic Riders: Zero Gravity
Sonic Riders: Zero Gravity, connu sous le nom de Sonic Riders Shooting Star Story (ソニックライダーズ シューティングスターストーリー, Sonikku Raidāzu Shūtingu Sutā Sutōrī) au Japon, est un jeu vidéo de course développé et édité par Sega. Il est sorti en janvier 2008 sur Wii et PlayStation 2.

## Univers

### Trame
Sonic Riders: Zero Gravity se déroule en 2020. L'histoire est divisée en deux parties : dans la première, le joueur suit les aventures de Sonic et ses amis qui tentent de découvrir le mystère des météores et de la révolte des robots. Dans la seconde partie de l'histoire, le joueur retrace le périple des Babylon Rogues dans leur quête des météores, leur objectif étant de trouver le secret de leurs ancêtres et de Babylon Garden.

### Personnages
Le jeu dispose de dix-huit personnages, dont onze sont à débloquer. Principalement issus de la série Sonic the Hedgehog, trois d'entre eux sont cependant tirés d'autres franchises de Sega.
Les personnages sont répartis, à la manière de l'épisode précédent, en trois catégories conférant un avantage différent sur le circuit selon le type de leur « Extreme Gear » de base :
- Le type « Speed » peut emprunter certains rails pour glisser et gagner de la vitesse.
- Le type « Fly » peut voler à travers les anneaux d'accélération.
- Le type « Power » peut se frayer un chemin en détruisant les obstacles sur le circuit.

| Type Speed             | Type Fly                    | Type Power                                      |
| ---------------------- | --------------------------- | ----------------------------------------------- |
| Sonic the Hedgehog     | Miles « Tails » Prower      | Knuckles the Echidna                            |
| Jet the Hawk           | Wave the Swallow            | Storm the Albatross                             |
| Shadow the Hedgehog    | Rouge the Bat               | Dr. Eggman                                      |
| Amy Rose               | Cream the Rabbit            | SCR-GP                                          |
| Amigo (Samba de Amigo) | Nights (Nights into Dreams) | Billy Hatcher (Billy Hatcher and the Giant Egg) |
| Blaze the Cat          | Silver the Hedgehog         |                                                 |
|                        | SCR-HD                      |                                                 |

### Circuits
Le titre dispose d'un total de seize circuits, dont onze sont à débloquer. Sur chaque circuit, le joueur y trouve une multitude de raccourcis qu'il peut utiliser en fonction de la formation du personnage avec lequel il joue et de l'utilisation de la gravité.
Les circuits sont répartis, à la manière de l'opus précédent, en huit zones de deux circuits chacune, le dernier étant une version alternative du premier.
- Megalo Station : le circuit prend place dans une ville futuriste où quelques véhicules servent d'obstacles. En version alternative, Nightside Rush, la ville est parcourue de nuit sous une pluie battante qui rend le parcours glissant.
- Botanical Kingdom : une serre tropicale dont les arbres offrents de nombreux chemins. Elle peut également être parcourue enneigée dans Snowy Kingdom, avec de la glace qui rend le parcours glissant.
- MeteorTech Premises : l'usine de fabrication des robots dont le joueur retrace les différentes chaînes d'assemblage. Dans sa version alternative, MeteorTech Sparkworks, l'usine est désaffectée et le joueur doit rallumer les lumières par l'impact de ses figures.
- Aquatic Capital : une cité aquatique avec des toboggans d'eau géants et des gondoles en guise d'obstacles. Alternativement, l'orage déchaîne les eaux de la cité dans Tempest Waterway.
- Gigan Rocks : cette course au décor asiatique se déroule dans des ruines renfermant un secret. Dans sa versiol alternative, appelée Gigan Device, les ruines bougent et ouvrent de multiples chemins.
- Crimson Crater : l'usine du Dr. Eggman, implantée dans le désert. Security Corridor, sa version alternative, propose de parcourir une autre partie de l'usine.
- Astral Babylon : une fois le potentiel de Babylon Garden révélé, celui-ci s'élève dans l'espace. Mobius Strip sert de combat final dans lequel le joueur l'affronte sur un circuit en forme de 8 et doit le percuter trois fois à l'aide de la charge antigravitationnelle.
- 80's Boulevard : une ville animée remplie de références aux différentes franchises Sega dont le tracé passe dans une station de métro. Alternativement, 90's Boulevard se passe la nuit et offre la possibilité de concourir sur les toits des gratte-ciels.

## Système de jeu
Sonic Riders: Zero Gravity reprend le principe de Sonic Riders : des courses de planches volantes, nommées Extreme Gears prenant place dans un monde futuriste. Le principe reste le même, pour gagner la course le joueur doit arriver premier. Les rings font également leur retour, mais leur utilisation en est différente. En effet, lorsque le joueur a amassé suffisamment de rings, il peut décider d'améliorer l' Extreme Gear du personnage avec lequel il joue. Ainsi, il peut augmenter la taille de la jauge de points de gravité, accroître sa vitesse maximale ou changer complètement d'Extreme Gear. Par ailleurs, les figures sont de retour. Elles permettent au joueur de récupérer des points de gravité. Enfin, certains endroits du circuit nécessitent l'utilisation de la gravité. Il peut s'agir d'un raccourci, d'un virage serré ou bien d'un élan dans une longue trajectoire.

## Doublage
| Personnage                          | Voix japonaise    | Voix anglaise    |
| ----------------------------------- | ----------------- | ---------------- |
| Sonic the Hedgehog                  | Jun'ichi Kanemaru | Jason Griffith   |
| Miles "Tails" Prower                | Ryo Hirohashi     | Amy Palant       |
| Knuckles the Echidna Journaliste    | Nobutoshi Canna   | Dan Green        |
| Amy Rose                            | Taeko Kawata      | Lisa Ortiz       |
| Jet the Hawk                        | Daisuke Kishio    | Jason Griffith   |
| Wave the Swallow Ordinateur central | Chie Nakamura     | Bella Hudson     |
| Storm the Albatross                 | Kenji Nomura      | Dan Green        |
| Dr. Eggman                          | Chikao Otsuka     | Mike Pollock     |
| Cream the Rabbit                    | Sayaka Aoki       | Rebecca Honig    |
| Rouge the Bat                       | Rumi Ochiai       | Kathleen Delaney |
| Shadow the Hedgehog                 | Koji Yusa         | Jason Griffith   |
| Blaze the Cat                       | Nao Takamori      | Bella Hudson     |
| Silver the Hedgehog                 | Daisuke Ono       | Pete Capella     |
| SCR-HD SCR-GP Master Core Abis      | Kenji Nomura      | Andrew Paull     |

## Accueil

### Critiques
Le site de compilations de critiques Metacritic décerne des moyennes de 56/100 pour les éditions PlayStation 2 et Wii, calculées respectivement sur seize et vingt-six critiques,.